# Johan Blume
Johan Blume,  född okänt år i Bremen, död 1657, var en tysk-svensk bild- och stenhuggare. Han var bror till Gert, Didrik och Henrik Blume. 
Blume inkallades från Tyskland av Gustav II Adolf i början av 1620-talet. Han bosatte sig i Nyköping där han räknades som borgare. Han var under sina sista år verksam i Stockholm. Han utförde arbeten på Nyköpingshus under 1620-talet och på Vibyholms slott 1625.
Blume anges i litteraturen även som Blom, Blome och Bloome i historisk litteratur har namnformen Blume blivit den vedertagna i samtida handlingar torde Blom  vara den vanligaste.